# Symplocos martinicensis
Symplocos martinicensis är en tvåhjärtbladig växtart som beskrevs av Nikolaus Joseph von Jacquin. Symplocos martinicensis ingår i släktet Symplocos och familjen Symplocaceae.

## Underarter
Arten delas in i följande underarter:
- S. m. jamaicensis
- S. m. martinicensis
- S. m. strigillosa